# Geraldo António
Geraldo Alberto António (Quimbele, 20 augustus 1994) is een Angolees-Nederlands voormalig voetballer die als aanvaller speelde. 

## Clubcarrière
António maakte in het seizoen 2013/14 deel uit van de selectie van Jong PSV, dat uitkomt in de Eerste divisie van Nederland. Hij debuteerde op 3 augustus 2013 in een wedstrijd tegen Sparta Rotterdam. Nadat hij eerst op non-actief gezet was, ontbond PSV in september 2013 zijn contract. Later die maand was António op proef bij Jong FC Utrecht maar kreeg geen contract. Begin 2014 sloot hij aan bij Sparta Rotterdam, waar hij tot drie optredens in de competitie kwam. In juli 2014 vertrok hij daar transfervrij; op 16 september 2014 tekende António een contract bij het Portugese CD Santa Clara, waar hij in de tweede divisie van Portugal op 1 oktober zijn debuut maakte tegen het tweede elftal van SL Benfica. Daar kwam hij na een trainerswissel eind 2014 niet meer aan spelen toe. In de zomer van 2015 begon hij bij FC Lisse maar half november gingen club en speler uit elkaar. Hij liep bij diverse clubs stage en sloot in januari 2017 aan bij het Belgische KFC Zwarte Leeuw.
In 2017 stopte António met voetballen en ging zich richten op een carrière als rapper onder de naam 'Chamo'.

## Statistieken
| Seizoen         | Club             |                    | Competitie      | Competitie | Competitie | Beker | Beker | Internationaal | Internationaal | Totaal | Totaal |
| Seizoen         | Club             | Wed.               | Competitie      | Dlp.       | Wed.       | Dlp.  | Wed.  | Dlp.           | Wed.           | Dlp.   |        |
| --------------- | ---------------- | ------------------ | --------------- | ---------- | ---------- | ----- | ----- | -------------- | -------------- | ------ | ------ |
| 2013/14         | Jong PSV         | Vlag van Nederland | Eerste divisie  | 6          | 1          | –     | –     | –              | –              | 6      | 1      |
| Club totaal     | Club totaal      | Club totaal        | Club totaal     | 6          | 1          | 0     | 0     | 0              | 0              | 6      | 1      |
| 2014/2015       | Sparta Rotterdam | Vlag van Nederland | Eerste divisie  | 3          | 0          | –     | –     | –              | –              | 3      | 0      |
| Club totaal     | Club totaal      | Club totaal        | Club totaal     | 3          | 0          | 0     | 0     | 0              | 0              | 3      | 0      |
| 2014/15         | CD Santa Clara   | Vlag van Portugal  | Segunda Liga    | 9          | 1          | –     | –     | –              | –              | 9      | 1      |
| Club totaal     | Club totaal      | Club totaal        | Club totaal     | 9          | 1          | 0     | 0     | 0              | 0              | 9      | 1      |
| Carrière totaal | Carrière totaal  | Carrière totaal    | Carrière totaal | 19         | 2          | 0     | 0     | 0              | 0              | 19     | 2      |

Bijgewerkt op 21 januari 2015.